# District de Kampong Cham
Pour les articles homonymes, voir Kampong Cham.
Le district de Kampong Cham (Khmer: ស្រុកកំពង់ចាម) est situé à l'ouest de la province de Kampong Cham, au Cambodge. Considéré comme un district urbain, il contient la capitale provinciale de Kampong Cham.
Depuis 2001, le pont Kizuna permet de franchir le Mékong.

## Administration
À la tête du district de  Kampong Cham se trouve un gouverneur. Le tableau suivant indique les différents villages classés par commune.
| Khum (Communes)    | Phum (Villages) |
| ------------------ | --- |
| Boeng Kok          | Boeng Kok Muoy, Boeng Kok Pir, Chong Thnal Muoy, Chong Thnal Pir, La Edth, Chrouy Thma, Memay                           |
| Kampong Cham ville | Phum Prampir, Phum Prambei, Phum Prambuon, Phum Dab, Phum Dabmuoy, Phum Dabpir, Phum Dabbei, Phum Dabbuon, Phum Dabpram |
| Sambuor Meas       | Roka Leu, Roka Kraom, Neang Konghing, Boeng Basak, Chamkar Khpob, Boeng Snay, Preaek Chan, Preaek Chik, Kampong Roling  |
| Veal Vong          | Phum Muoy, Phum Pir, Phum Bei, Phum Buon, Phum Pram, Phum Prammuoy                                                      |